# Riccardo Sangiorgio
Riccardo Sangiorgio (ur. 24 lipca 1986 w Modenie) – włoski siatkarz, występujący obecnie w Serie A, w drużynie Cimone Modena. Gra na pozycji przyjmującego. Mierzy 194 cm.

## Kariera
- 2003–2006 Eurotecnica Modena
- 2006- Cimone Modena